# Attentatet i Nice 2016
Attentatet i Nice 2016 var ett terrorattentat under Frankrikes nationaldag den 14 juli 2016 i Nice i Frankrike. Gärningsmannen använde en lastbil för att avsiktligt köra över människor längs ungefär två kilometer av Promenade des Anglais där stora folkskaror samlats för att fira nationaldagen och titta på fyrverkeri. 84 människor dödades innan lastbilens förare sköts ihjäl av polis; senare avled ytterligare två av de svårt skadade.

## Bakgrund
Året dessförinnan, den 3 mars 2015, attackerade Moussa Coulibaly ett judiskt center och sårade tre soldater som stod vakt utanför efter att han av myndigheter stoppats från sitt försök att flyga med enkelbiljett till Turkiet. Efter attentatet stationerades 10 500 soldater utanför moskéer, synagogor och medieföretag i Opération Sentinelle. Cirka hundra personer ifrån Nice hade anslutit sig till den Islamiska staten.
På morgonen före attentatet hade François Hollande meddelat att undantagstillståndet som infördes efter terrordåden i Paris i november 2015 skulle upphöra efter att Tour de France avslutas den 26 juli 2016.

## Attentatet

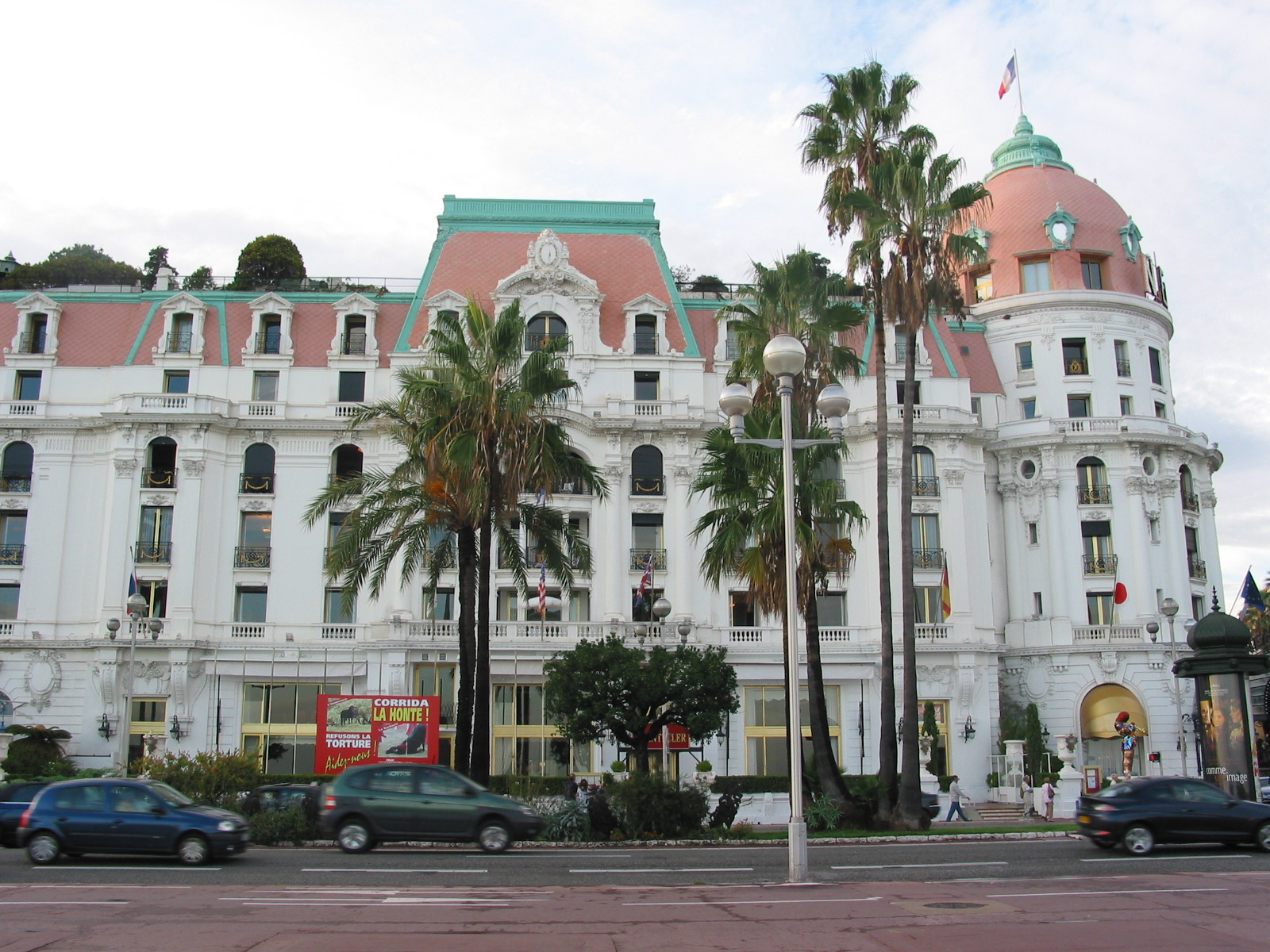
Hôtel Negresco

Dagarna före attentatet rekognoscerade gärningsmannen strandpromenaden med sin lastbil under planeringen av dådet.
Ungefär 22:30 lokaltid körde gärningsmannen lastbilen, en Renault Midlum, som vägde hela 19 tonin på Promenade des Anglais, där många människor samlats för att fira nationaldagen och titta på fyrverkerier. Attacken började när fyrverkerierna var slut, ungefär 22:45, vid Promenade des Anglais västra sida, nära barnsjukhuset Hópital Lenval, och föraren körde lastbilen över människor österut i zick-zack. Några av personerna på strandpromenaden försökte övermanna gärningsmannen, men misslyckades. När lastbilen passerat Hôtel Negresco nådde polisen den, ungefär två kilometer från där färden börjat. Polisen besköt lastbilen, och gärningsmannen dödades strax efter 23:00.
86 dödades av gärningsmannen. Av de döda var åtminstone 10 barn. Över 200 personer fick vård  för fysiska och psykiska skador, varav 52 var allvarligt fysiskt skadade, och 25 personer fick fortfarande efter två dygn livsuppehållande vård.Efter sex månader var tre skadade fortfarande på sjukhus och antalet skadade hade uppräknats till 458.
Ungefär samtidigt utbröt en rökutveckling från Eiffeltornet i Paris, som Islamiska staten tog på sig ansvaret för. Rökutvecklingen berodde emellertid på en brinnande lastbil vid tornet och uppstod av en olyckshändelse. Lastbilen var fylld med fyrverkerier till nationaldagsfirandet.

## Gärningsmän

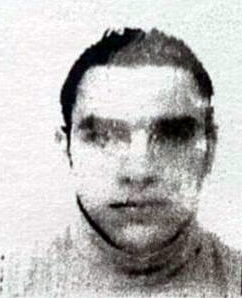
Fotografi från Mohamed Lahouaiej Bouhlels ID-kort.

Den ihjälskjutne föraren, Mohamed Lahouaiej Bouhlel, var en 31-årig man av tunisiskt ursprung, hemmahörande i Nice med franskt uppehållstillstånd, och som tidigare var känd av polisen för vapen- och våldsbrott men inte för kopplingar till terrorism. Han arbetade som bud och lastbilen hade hyrts i sydöstra Frankrike någon dag innan dådet. Vid tiden för attentatet var han villkorligt frigiven för vårdslöshet i trafik, och enligt hans far led han av psykisk ohälsa. Gärningsmannen Mohamed Lahouaiej Bouhlel gick hos en psykolog på grund av att han led av psykisk ohälsa som hans far uppgav. Han var frånskild. Enligt hans närstående hade han varken visat tecken på att vara islamist eller radikaliserad. Enligt hans far bad han inte, deltog aldrig i Ramadan, och brukade både alkohol och droger, vilket är förbjudet i islam. Attentatet utreds som terrorism.
Riksåklagare François Molin har tillkännagivit att fem personer åtalas för att ha deltagit i förberedelser till attentatet som planerats månader i förväg. Tre män från Tunisien samt en man och en kvinna från Albanien.

## Utredning och motiv
Fem personer greps den 16 juli, däribland gärningsmannens förra hustru. Den 17 juli gjordes två nya gripanden, en man och en kvinna.
Islamiska staten tog den 16 juli på sig dådet. Attacken utreds som terrorism.
Gärningsmannens tidigare rekognoscering av strandpromenaden hade fångats upp av kameraövervakning, vilket uppdagades i efterhand.

## Efterspel
Frankrikes president François Hollande kallade attentatet för ett islamistiskt terroristdåd dagen efter, och förlängde undantagstillståndet som råder i Frankrike sedan terrordåden i Paris i november 2015.
Med anledning av attentatet utlystes en tre dagar lång landssorg den 16 juli.
Ytterligare ett flertal islamistiska terrorattacker mot Nice stoppades sommaren 2016 av franska säkerhetsstyrkor.